# Stormarn
Stormarn là một huyện ở bang Schleswig-Holstein, Đức. Huyện này giáp (từ bắc theo chiều kim đồng hồ) các huyện Segeberg và Ostholstein, thành phố Lübeck, huyện Lauenburg, và thành phố Hamburg.
Sông Trave chảy qua huyện trước khi vào Lübeck. 

## Thị xã và đô thị
| Thị xã độc lập                                                                | Đô thị                                                    |
| ----------------------------------------------------------------------------- | --------------------------------------------------------- |
| 1. Ahrensburg 2. Bad Oldesloe 3. Bargteheide 4. Glinde 5. Reinbek 6. Reinfeld | 1. Ammersbek 2. Barsbüttel 3. Großhansdorf 4. Oststeinbek |

| Ämter | Ämter | Ämter |
| --- | --- | --- |
| - 1. Bad Oldesloe-Land [seat: Bad Oldesloe] 1. Grabau 2. Lasbek 3. Meddewade 4. Neritz 5. Pölitz 6. Rethwisch 7. Rümpel 8. Steinburg 9. Travenbrück - 2. Bargteheide-Land [seat: Bargteheide] 1. Bargfeld-Stegen 2. Delingsdorf 3. Elmenhorst 4. Hammoor 5. Jersbek 6. Nienwohld 7. Todendorf 8. Tremsbüttel | - 3. Itzstedt [thủ phủ: Itzstedt] (6 đô thị khác của Amt thuộc huyện Segeberg) 1. Tangstedt - 4. Nordstormarn [seat: Reinfeld] 1. Badendorf 2. Barnitz 3. Feldhorst 4. Hamberge 5. Heidekamp 6. Heilshoop 7. Klein Wesenberg 8. Mönkhagen 9. Rehhorst 10. Wesenberg 11. Westerau 12. Zarpen | - 5. Siek 1. Braak 2. Brunsbek 3. Hoisdorf 4. Siek1 5. Stapelfeld - 6. Trittau 1. Grande 2. Grönwohld 3. Großensee 4. Hamfelde 5. Hohenfelde 6. Köthel 7. Lütjensee 8. Rausdorf 9. Trittau1 10. Witzhave |
| 1thủ phủ Amt | | |